# Uenasellus iyoensis
Uenasellus iyoensis là một loài chân đều trong họ Asellidae. Loài này được Matsumoto miêu tả khoa học năm 1960.